# Peabody Terrace
Peabody Terrace es un complejo de viviendas de la Universidad de Harvard situado en la orilla norte del río Charles en Cambridge (Estados Unidos). Está destinado a estudiantes graduados, en particular casados y sus familias. Diseñado en estilo brutalista y construido en 1964, su perímetro de tres pisos crece a cinco y siete pisos en el interior, con tres torres interiores de 22 pisos.
Ha sido descrito como "amado por los arquitectos y disgustado por casi todos los demás".

## Descripción
Peabody Terrace se completó en 1965 a un costo de 8,5 millones de dólares. Ocupa 2 ha y tiene 60 387 m². Consta de alrededor de 500 apartamentos (una mezcla de "eficiencias" y unidades de uno, dos y tres dormitorios con techos de 2,3 m de altura) más parques infantiles, guarderías, azoteas, lavanderías/cuartos de lavado, salas de reuniones/seminarios, salas de estudio y un garaje de estacionamiento. Con el fin de maximizar el espacio utilizable y acelerar el transporte vertical, los ascensores de las torres se detienen en cada dos pisos. El Centro Infantil Peabody Terrace, afiliado a Harvard, se encuentra en los terrenos del complejo.

## Recepción
En palabras del crítico de arquitectura Robert Campbell, el exterior refleja el deseo de su diseñador, el decano de la Graduate School of Design de Harvard, Josep Lluís Sert, de “llevar el color y la vida del Mediterráneo a la arquitectura cubista blanca del norte de Europa”. También ha sido llamado "una extensión del prototipo comunal de Le Corbusier, la Unité d'Habitation".
Designado originalmente como vivienda para estudiantes casados, el proyecto parcialmente completado apareció en una foto de Harvard Crimson sobre el pie de foto, "La universidad se mueve para frustrar los matrimonios precoces", y Crimson más tarde lo llamó "en camino de ser tan horrible" como otro Edificio diseñado por Sert, el nuevo Holyoke Center administrativo de gran altura de Harvard. No obstante, recibió la Medalla Harleston Parker de la Sociedad de Arquitectos de Boston y la Medalla de Oro del American Institute of Architects.
En 1965, Progressive Architecture dijo que Sert había logrado "una disposición interior que funciona de manera eficiente, una secuencia animada de espacios exteriores y una continuidad fluida de abajo hacia arriba, y de estructuras antiguas a nuevas". Pero en 1994, la misma publicación vio a Peabody Terrace como "una vergüenza para Harvard y el último recurso de los estudiantes graduados que no podían encontrar un lugar mejor para vivir". (Las viviendas se renovaron entre 1993 y 1995 y las zonas comunes se reformaron en 2013).